# Das Haus am Strand
Das Haus am Strand (Originaltitel: Female on the Beach) ist ein US-amerikanischer Spielfilm mit Joan Crawford.

## Handlung
Die Witwe Eloise Crandall bewohnt ein luxuriöses Strandhaus. Eines Abends droht sie ihrem Geliebten, dem Gigolo Drummond Hall, genannt Drummy, mit der Polizei. Der Grund: Seine Zuhälter, das Ehepaar Osbert und Queenie Sorenson, haben es auf ihr Vermögen abgesehen. Kurz nachdem die drei das Haus verlassen haben, stürzt Eloise über die Brüstung in den Tod. Während die Polizei die Ermittlungen aufnimmt, taucht die Eigentümerin des Hauses, Lynn Markham, die Witwe des äußerst wohlhabenden Glücksspielers Ben Markham, auf. Sie trägt sich mit dem Gedanken, das Anwesen selber zu bewohnen. Die Maklerin Amy Rawlinson versucht alles, ihr den Plan auszureden. Eher aus Trotz denn aus Überzeugung bleibt Lynn bei ihrem Plan. Schon bald macht auch sie die Bekanntschaft von Drummy, der eines Nachts halbnackt in ihrem Schlafzimmer steht. Lynn gibt sich entsetzt, ist jedoch von den physischen Attributen des Eindringlings sehr angetan. Die beiden streiten sich noch eine Weile, ehe sich Lynn wider besseres Wissen auf ein Verhältnis mit Drummy einlässt. Bei der Gelegenheit entlarvt sie das Ehepaar Sorenson als Falschspieler und weist ihnen die Tür.
Die Dinge nehmen eine dramatische Wendung, als Lynn in einer Mauerspalte das Tagebuch von Eloise Crandell findet. Alles deutet darauf hin, dass Drummy sie sexuell hörig gemacht hat, um ihr Vermögen durchzubringen. Auch deuten die Einträge eine zumindest indirekte Beteiligung von Drummy am Tod von Eloise an. Lynn ist sich nicht sicher, ob sie zur Polizei gehen soll. Gleichzeitig macht Amy dunkle Andeutungen über Drummy und seinen angeblich schlechten Charakter. Als Lynn ihn zur Rede stellt, kommen traumatische Kindheitserinnerungen von Drummy hervor, die in ihm einen ausgeprägten Hass allen Frauen gegenüber geweckt haben. In einer stürmischen Nacht kommen die Dinge zu ihrem Höhepunkt. Lynn glaubt, Drummy wolle sie töten. Sie flieht auf ein Boot. Nach etlichen Wendungen wird Amy als Mörderin von Eloise enttarnt, ihr Motiv lag in der obsessiven Liebe zu Drummy. Am Ende fallen sich Lynn und Drummy in die Arme und gestehen einander ihre Liebe.

## Hintergrund
Joan Crawfords Karriere befand sich 1954 an einem Wendepunkt. Ihr letzter Film Johnny Guitar – Wenn Frauen hassen war zwar finanziell erfolgreich an der Kinokasse, fiel jedoch bei den Kritikern der Zeit gnadenlos durch. Gezielte Indiskretionen in der Klatschpresse, die Crawford als selbstsüchtige, herrische Person mit unzähligen Affären präsentierten. Die Kampagne kostete die Schauspielerin die sicher geglaubte Rolle in der Verfilmung von Ein Mädchen vom Lande. Grace Kelly bekam den Zuschlag und gewann den Oscar als beste Hauptdarstellerin.  Trotz dieser Fehlschläge war Crawford zu diesem Zeitpunkt ihrer Karriere immer noch in der Lage, eine Gage von $200.000  pro Film zu verlangen, deutlich mehr als beispielsweise Barbara Stanwyck, Joan Fontaine, Bette Davis oder Claudette Colbert, die höchstens Gagen von $75.000 bekamen. 1955 machte Crawford die Bekanntschaft von Milton Rackmil, seinerzeit Studiochef von Universal Pictures. Beide begannen ein Verhältnis und standen kurz vor der Hochzeit. Sozusagen als Hochzeitsgeschenk bekam Joan Crawford die Hauptrolle in Das Haus am Strand. Die Geschichte war typisch für die Filme des Stars aus den späten 1950ern. Eine ältere Frau erlebt eine problematische Beziehung mit einem wesentlich jüngeren Mann. Dazu kommen allerlei Verwicklungen und dramatische Gefühlsausbrüche, ehe die beiden ihr gemeinsames Glück finden.
Das Problem bei Das Haus am Strand lag in der wenig romantischen Ausgangslage des Drehbuchs. Crawford verfällt ohne viele Umstände den sexuellen Reizen eines männlichen Prostituierten. Gleichzeitig präsentiert das Skript Crawford jedoch als mit allen Wassern gewaschene Zynikerin, die nichts mehr erschüttern kann. Dieser Bruch in der Logik lässt den Charakter von Lynn am Ende als verzweifelte Frau eines gewissen Alters erscheinen, die sich Zuneigung erkaufen muss und sogar um sexuelle Gefälligkeiten bettelt. Das Happy End passt weder zu den vorherigen Wendungen noch zum Wesen von Drummy, der einen ausgeprägten Hass auf alle Frauen hat und auch Lynn stets verächtlich und ohne jeden Respekt behandelt. Auch die übrigen Charaktere sind ohne moralische Werte und wirken allesamt unsympathisch. Crawford war mit über 50 zu alt für diese Art von Rolle. In einigen Szenen trägt sie trotzdem ein fast durchsichtiges Babydoll und eng anliegende Badeanzüge. Dazu kam der Hang der Schauspielerin zu übertriebenen Gesten und Gefühlsausbrüchen.
Zuerst sollte Tony Curtis die Rolle des Drummy spielen, doch Probeaufnahmen ließen Crawford neben ihm zu alt erscheinen. Daher bekam Jeff Chandler, dessen graue Haare ihn reifer erscheinen ließen, den Part. Die Schauspielerin erhielt für die Rolle durchweg schlechte Kritiken. Das hinderte die Fans nicht, Das Haus am Strand zu einem großen finanziellen Erfolg zu machen. Joan Crawford konnte daraufhin einen lukrativen Vertrag über drei Filme mit Columbia Pictures abschließen.
Im Gegensatz zu sämtlichen Kritikern fand Crawford Jahre später gegenüber Roy Newquist lobende Worte für das Unterfangen.

„Ehrlich gesagt, es war kein schlechter Film. Ich denke, Jeff Chandler war exzellent, ein sehr intelligenter und attraktiver Schauspieler, und ich denke, der einzige Fehler war der übliche Makel von sovielen anderen Melodramen, ein Mangel an Glaubwürdigkeit. Die Drehbuchautoren nehmen es nicht so genau mit der Handlung, sie interessieren sich nur, bestimmte Höhepunkte zu entwickeln und die Regisseure lassen es einfach geschehen. Genau genommen, um ein bekanntes Zitat zu benutzen, sind die Teile besser als das Ganze.“

## Kritiken
Der Film erhielt keine guten Rezensionen.
Bosley Crowther hatte mit seinen scharfen Worten in der New York Times das Grundproblem des Films beschrieben:

„Miss Crawford und Mr. Chandler kämpfen sich verbissen dem sturmumtobten Höhepunkt entgegen. Ihre Entwicklung wird weder durch die Absurditäten des faden Drehbuchs noch durch das künstliche und falsche Spiel von Miss Crawford glaubwürdiger.“

TV Guide online brachte mit dem Abstand von fast fünf Jahrzehnten die Dinge auf den Punkt:

„Jeder übertreibt maßlos in dem Film [...] Crawford ist in der Hinsicht die Hauptschuldige, sie nimmt nicht bloss die Kulissen auseinander, zum Ende der Aufnahmen hin macht sie sich vermutlich schon an der Kamera zu schaffen.“